# San Diego Public Library
Ne doit pas être confondu avec San Diego County Library.

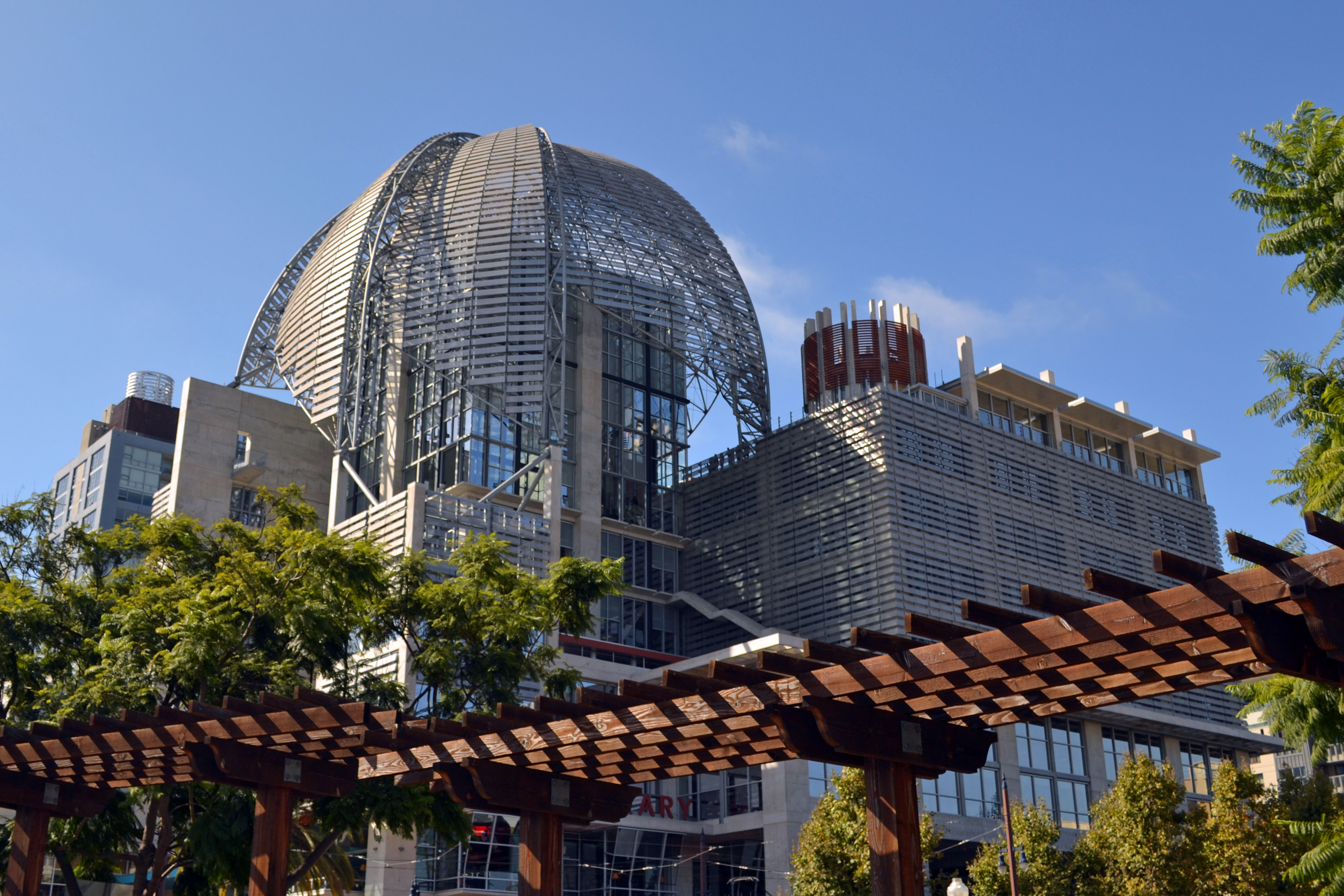
San Diego Central Library.

La San Diego Public Library (« Bibliothèque publique de San Diego ») est le système de bibliothèques publiques desservant la ville de San Diego, en Californie.
La principale bibliothèque de la San Diego Public Library est la San Diego Central Library.